# Jennie Finch
Jennie Lynn Finch (ur. 3 września 1980 w La Mirada w Kalifornii) – amerykańska softballistka, zawodniczka Chicago Bandits, członkini reprezentacji Stanów Zjednoczonych Ameryki w softballu, z którą zdobyła złoty medal na Igrzyskach olimpijskich w Atenach w roku 2004 i srebrny na igrzyskach olimpijskich w Pekinie w roku 2008. W czasie swej kariery reprezentacyjnej dwukrotnie zajmowała pierwsze miejsce na mistrzostwach świata w softballu, tj. w latach 2002 i 2006 oraz dwa razy pierwsze miejsce (w latach 2006 i 2007), a raz drugie w roku 2005 w zawodach pucharu świata w softballu. Oprócz tego dwa razy wstępowała na najwyższy stopień podium w Igrzyskach panamerykańskich: w latach 2003 i 2007.

## Dzieciństwo
Jennie Finch urodziła się 3 września 1980 roku w miejscowości La Mirada w amerykańskim stanie Kalifornia. Rodzicami jej oraz dwóch starszych braci: Shane’a i Landona są Doug i Beverly Finch. Jej matka była zagorzałym kibicem zespołu Los Angeles Dodgers. Karierę sportową Jennie Finch rozpoczęła w wieku 5-lat od gry w lidze L’il Miss T-Ball. Wstąpiła do miejscowej La Mirada High School.

## Po zakończeniu kariery
Założyła własną akademię softballu Jennie Finch Softball Academy, w której szkolą się młodzi sportowcy w wieku od 8 do 22 lat.

## Działalność charytatywna
Jennie Finch angażuje się w działalność charytatywną. Jest między innymi członkinią zarządu organizacji 'nPlay walczącej z otyłością wśród dzieci. Oprócz tego wspiera działalność fundacji zbierającej pieniądze na badania związane z rakiem piersi: International Breast Cancer Research Foundation. Także to właśnie tę organizację wybrała, gdy wzięła udział w siódmym sezonie amerykańskiego reality show The Celebrity Apprentice.